# Al-Shorta Damaszek
Al-Shorta Sports Club (ar. ننادي الشرطة الرياضي) – syryjski klub piłkarski grający w pierwszej lidze syryjskiej, mający siedzibę w mieście Damaszek.

## Historia
Klub został założony w 1947 roku. W swojej historii klub dwukrotnie zostawał mistrzem Syrii w sezonach 1980 i 2011/2012. Zdobył również cztery Puchary Syrii w 1966, 1968, 1980 i 1981.

## Sukcesy
- I liga:

mistrzostwo (2): 1980, 2011/2012
- Puchar Syrii:

zwycięstwo (4): 1966, 1968, 1980, 1981

## Stadion
Domowe mecze klub rozgrywa na stadionie o nazwie Stadion Tishreen, położonym w mieście Damaszek. Stadion może pomieścić 30000 widzów.